# Middelste falanx

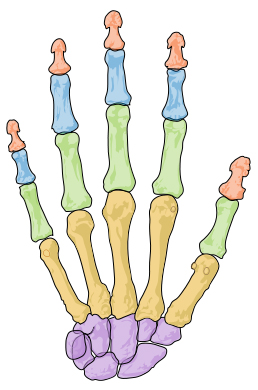
De anatomische indeling van de menselijke hand:
distale falanx
middelste falanx
proximale falanx
middenhandsbeentjes
handwortelbeentjes

De middelste falangen (enkelvoud middelste falanx), phalanges mediae of phalanges secundae zijn botten die in het skelet van de meeste gewervelde dieren worden gevonden. Het zijn de vinger- of teenkootjes die tussen de proximale en distale falangen in liggen, begrensd door de PIP- en DIP-gewrichten. De duim en de grote teen hebben geen middelste falanx. De middelste falangen zijn niet alleen wat plaats betreft, maar ook in grootte de middelste van de falangen.

## Bij dieren
Bij de meeste gewervelde dieren zijn de middelste falangen opgenomen in klauwen, de vinnen van walvissen of de vleugels van vogels. De phalanx media van het voorbeen van hoefdieren wordt ook wel het os coronale genoemd.